# هم‌آمیخته‌شاخی‌ها
هم‌آمیخته‌شاخی‌ها (نام علمی: Synthetoceratini) نام یک طایفه از راسته جفت‌سم‌سانان است.